# 멜로트론
멜로트론(Mellotron)은 전기 기계형의 다음 합성 테이프 재생 건반악기로, 1963년 영국 버밍엄에서 처음 개발 및 제작되었다. 이 기계는 그와 비슷한 악기인 체임벌린과 관계가 있으나, 그보다 더 큰 규모의 작업이 가능하며 더욱 효과적이기도 하다. 악기는 헤드에 걸쳐 있는 자기 테이프 부분을 누름으로써 작동된다.
원래 모델은 일반 가정에서 사용되도록 고안되었는데, 이는 반주를 포함하는 갖가지 소리들을 담고 있었다. 밴드 리더인 에릭 로빈슨과 텔레비전 연예인 데이비드 닉슨이 악기의 첫 대중화에 크게 관여했다. 마가렛 공주와 같은 수많은 유명인들이 초기 사용자로 이름을 남겼다.
멜로트론은 비틀즈에 의해 여러 트랙들에 사용됨으로써 더 유명해졌다. 이후 무디 블루스, 킹 크림슨, 제네시스가 악기를 차용하였고, 곧 프로그레시브 록에서 주목할 악기가 되었다. 후기 모델에서 특히 M400은 가장 많이 팔린 제품으로, 반주에 더해 투어 뮤지션이 사용할 수 있는 몇 가지 사운드 섹션 제어를 제공하였다. 악기는 1980년대에 접어들어, 오케스트랄 맨웨브리스 인 더 다크, XTC와 같은 유명 사용자들이 있었음에도 다음 합성용 신시사이저와 샘플러의 등장으로 그 인기가 다소 식었다.
멜로트론의 제작은 1986년 중단되었다. 그러나 1990년대에 다시 인기를 얻었으며, 일부 유명 밴드에 의해 쓰이고 있다. 이는 오리지널 제작사인 스트리트리 일렉트로닉스의 부흥에 기여했다. 2007년, 스트리트리는 M4000를 제작했다. 이 제품은 M400의 설계에 초기 모델의 뱅크 섹션을 결합했다.